# ران ران شاو
سر ران ران شاو در نینگبو واقع در چجیانگ چین متولد شد و تحصیلات خود را در مدارس آمریکا به پایان رساند. او کوچکترین پسر یک تاجر بزرگ پارچه اهل شانگ‌های بود.
در سن ۱۹ سالگی، در طول تعطیلات تابستان، او به دنبال سومین برادر بزرگ خود Runme شروع به ایجاد فیلم‌سازی در سنگاپور کرد. پس از آن او علاقه بسیار زیادی به فیلم و سینما پیدا کرد. او و برادرش در سال ۱۹۳۰ شروع به تأسیس یک استدیوی فیلم‌سازی کردند که بعدها نام آن به استودیو شاو تغییر پیدا کرد. همسر اول وی «Lily Wong Mee-chun» در سال ۱۹۸۷ در سن ۸۵ سالگی درگذشت.
از فیلم‌های او بعنوان تهیه‌کننده می‌توان به  بیا با من بنوش، پرستوی طلایی، چند سوپرمن در مشرق‌زمین و نیلوفر آبی زرین اشاره کرد.